# Fernando Paz
Fernando Paz (São Paulo, 28 de julho de 1973) é ator, palhaço e tradutor brasileiro. É formado em Letras pela FFLCH, Universidade de São Paulo. Em 1988, iniciou sua carreira teatral no Grupo Tapa, com a peça As Viúvas, de Artur Azevedo. 

## Carreira
Atuou em diversas companhias estáveis da cidade de São Paulo, como Grupo Tapa, Folias D’Arte, Fraternal Cia. de Arte e Malasartes, Cia. As Graças, Circo Mínimo, Núcleo Arte Ciência no Palco e Companhia do Latão. Trabalhou com os diretores Eduardo Tolentino de Araújo, Marco Antônio Rodrigues, Sandra Corveloni, Chico Pelúcio, Ednaldo Freire, Naum Alves de Sousa, Álvaro Assad, Neyde Veneziano, Domingos Montagner, entre outros. Foi integrante dos Doutores da Alegria.
Atualmente, é integrante da Cia. LaMínima e artista convidado do Circo Zanni.

## Prêmios
Recebeu o Prêmio São Paulo de Incentivo ao Teatro Infantil e Jovem 2014 na categoria Melhor Ator Coadjuvante por Classificados. Indicado ao Prêmio São Paulo 2017 na categoria Melhor Ator Coadjuvante por Pagliacci. Indicado ao Prêmio de Humor 2020 nas categorias Melhor Texto e Prêmio Especial de Elenco por Ordinários. Recebeu o prêmio APTR 2025 de Melhor Espetáculo pela criação de Ordinários..
1. ↑  «Folha de S.Paulo - "As Viúvas" traz o melhor de Azevedo - 27/02/99». www1.folha.uol.com.br. Consultado em 19 de julho de 2025
2. ↑  Cultural, Instituto Itaú. «Major Bárbara». Enciclopédia Itaú Cultural. Consultado em 19 de julho de 2025
3. ↑  Cultural, Instituto Itaú. «Surabaya, Johnny!». Enciclopédia Itaú Cultural. Consultado em 19 de julho de 2025
4. ↑  Cultural, Instituto Itaú. «Auto da Paixão e da Alegria». Enciclopédia Itaú Cultural. Consultado em 19 de julho de 2025
5. ↑  «Noite de Reis – AS GRACAS». Consultado em 19 de julho de 2025
6. ↑  «Vila Mariana recebe o espetáculo infantil "João e o Pé de Feijão" | Encontra Vila Mariana». 9 de maio de 2012. Consultado em 19 de julho de 2025
7. ↑  Cultural, Instituto Itaú. «20.000 Léguas Submarinas». Enciclopédia Itaú Cultural. Consultado em 19 de julho de 2025
8. ↑  Cultural, Instituto Itaú. «Visões Siamesas». Enciclopédia Itaú Cultural. Consultado em 19 de julho de 2025
9. ↑  «QUEM SOMOS». LaMínima. Consultado em 19 de julho de 2025
10. ↑  «Circo Zanni celebra 20 anos com apresentações gratuitas em São Paulo». ABC do ABC - As melhores informações e notícias do ABC. Consultado em 19 de julho de 2025
11. ↑  CBTIJ (18 de fevereiro de 2015). «2014 - Prêmio São Paulo de Incentivo ao Teatro Infantil e Jovem». Centro Brasileiro Teatro para a Infância e Juventude (em inglês). Consultado em 19 de julho de 2025
12. ↑  Bonfim, Juliano (16 de agosto de 2017). «[Prêmios] Conheça os indicados ao Prêmio São Paulo de Incentivo ao Teatro Infantil e Jovem do 1º semestre de 2017». Portal dos Atores | Atores da Depressão. Consultado em 19 de julho de 2025
13. ↑  «2020». Prêmio do Humor. Consultado em 19 de julho de 2025
14. ↑  «Prêmio APTR de Teatro no Rio de Janeiro: veja lista de vencedores da 19º edição». gshow. 10 de julho de 2025. Consultado em 19 de julho de 2025